# Eddie's Archive
Eddie's Archive is een verzamelbox van de Britse heavymetalband Iron Maiden, uitgebracht op 16 november 2002. De box bevat 3 dubbel-cd's, de Iron Maiden-stamboom en een glas.

## The BBC Archives
The BBC Archives is een livealbum; het is een collectie van verschillende liveshows tussen 1979 en 1988.

### Cd 1
Friday Rock Show Session (1979)

- "Iron Maiden" – 3:45
- "Running Free" – 3:10
- "Transylvania" – 4:03
- "Sanctuary" – 3:45

Reading Festival (1982)

- "Wrathchild" – 3:31
- "Run to the Hills" – 5:36
- "Children of the Damned" – 4:48
- "The Number of the Beast" – 5:29
- "22 Acacia Avenue" – 6:36
- "Transylvania" – 6:20
- "The Prisoner" – 5:50
- "Hallowed Be Thy Name" – 7:37
- "Phantom of the Opera" – 7:02
- "Iron Maiden" – 4:57

### Cd 2
Reading Festival (1980)
- "Prowler" – 4:26
- "Remember Tomorrow" – 6:00
- "Killers" – 4:43
- "Running Free" – 3:52
- "Transylvania" – 4:49
- "Iron Maiden" – 4:56

Monsters Of Rock Festival Donington (1988)
- "Moonchild" – 5:44
- "Wrathchild" – 3:00
- "Infinite Dreams" – 5:52
- "The Trooper" – 4:04
- "Seventh Son of a Seventh Son" – 10:27
- "The Number of the Beast" – 4:42
- "Hallowed Be Thy Name" – 7:10
- "Iron Maiden" – 6:01

## Beast over Hammersmith
Beast over Hammersmith is een livealbum van tijdens de wereldtournee Beast on the Road.

### Cd 1
- "Murders in the Rue Morgue" – 4:32
- "Wrathchild" – 3:31
- "Run to the Hills" – 4:19
- "Children of the Damned" – 4:39
- "The Number of the Beast" – 5:07
- "Another Life" – 3:45
- "Killers" – 5:47
- "22 Acacia Avenue" – 6:55
- "Total Eclipse" – 4:14

### Cd 2
- "Transylvania" – 5:50
- "The Prisoner" – 5:49
- "Hallowed Be Thy Name" – 7:31
- "Phantom of the Opera" – 6:53
- "Iron Maiden" – 4:21
- "Sanctuary" – 4:12
- "Drifter" – 9:19
- "Running Free" – 3:44
- "Prowler" – 5:00

## Best of the B'Sides
Best of the B'Sides is een verzameling liedjes die op de B-kant van 7 inchsingles hebben gestaan, vaak werden deze liedjes niet op de eigenlijke elpee gezet. Ook staan hier nummers op die op cd-singles wel waren inbegrepen, maar niet op het studioalbum waren verschenen. Er staan vooral veel covers op deze dubbel-cd en een aantal satirische liedjes, soms met een verwijzing naar hun manager (zoals "Space Station No. 5", waarin Bruce negen minuten lang Ron Smallwood imiteert). Ook "The Sheriff of Huddersfield" is een geste naar Smallwood. Hierin 'zingt' Adrian Smith mee, als de sheriff.

### Cd 1
- "Burning Ambition" – 2:42
- "Drifter (live)" – 6:03
- "Invasion" – 2:39
- "Remember Tomorrow (live)" – 5:28
- "I've Got the Fire" – 2:39
- "Cross-Eyed Mary" – 3:56
- "Rainbow's Gold" – 4:59
- "King of Twilight" – 4:53
- "Reach Out" – 3:33
- "That Girl" – 5:05
- "Juanita" – 3:47
- "The Sheriff of Huddersfield" – 3:35
- "Black Bart Blues" – 6:41
- "Prowler '88" – 4:09
- "Charlotte the Harlot '88" – 4:13

### Cd 2
- "All In Your Mind" – 4:31
- "Kill Me Ce Soir" – 6:17
- "I'm a Mover" – 3:29
- "Communication Breakdown" – 2:42
- "Nodding Donkey Blues" – 3:17
- "Space Station No.5" – 3:47
- "I Can't See My Feelings" – 3:50
- "Roll Over Vic Vella" – 4:48
- "Justice of the Peace" – 3:33
- "Judgement Day" – 4:04
- "My Generation" – 3:37
- "Doctor Doctor" – 4:50
- "Blood on the Worlds Hands (live)" – 6:07
- "The Aftermath (live)" – 6:45
- "Futureal (live)" – 3:01
- "Wasted Years '99 (live)" – 5:07